# Phyllanthus orientalis
Phyllanthus orientalis är en emblikaväxtart som först beskrevs av William Grant Craib, och fick sitt nu gällande namn av Airy Shaw. Phyllanthus orientalis ingår i släktet Phyllanthus och familjen emblikaväxter. Inga underarter finns listade i Catalogue of Life.